# Pfarrgehöft (Dallgow-Döberitz)

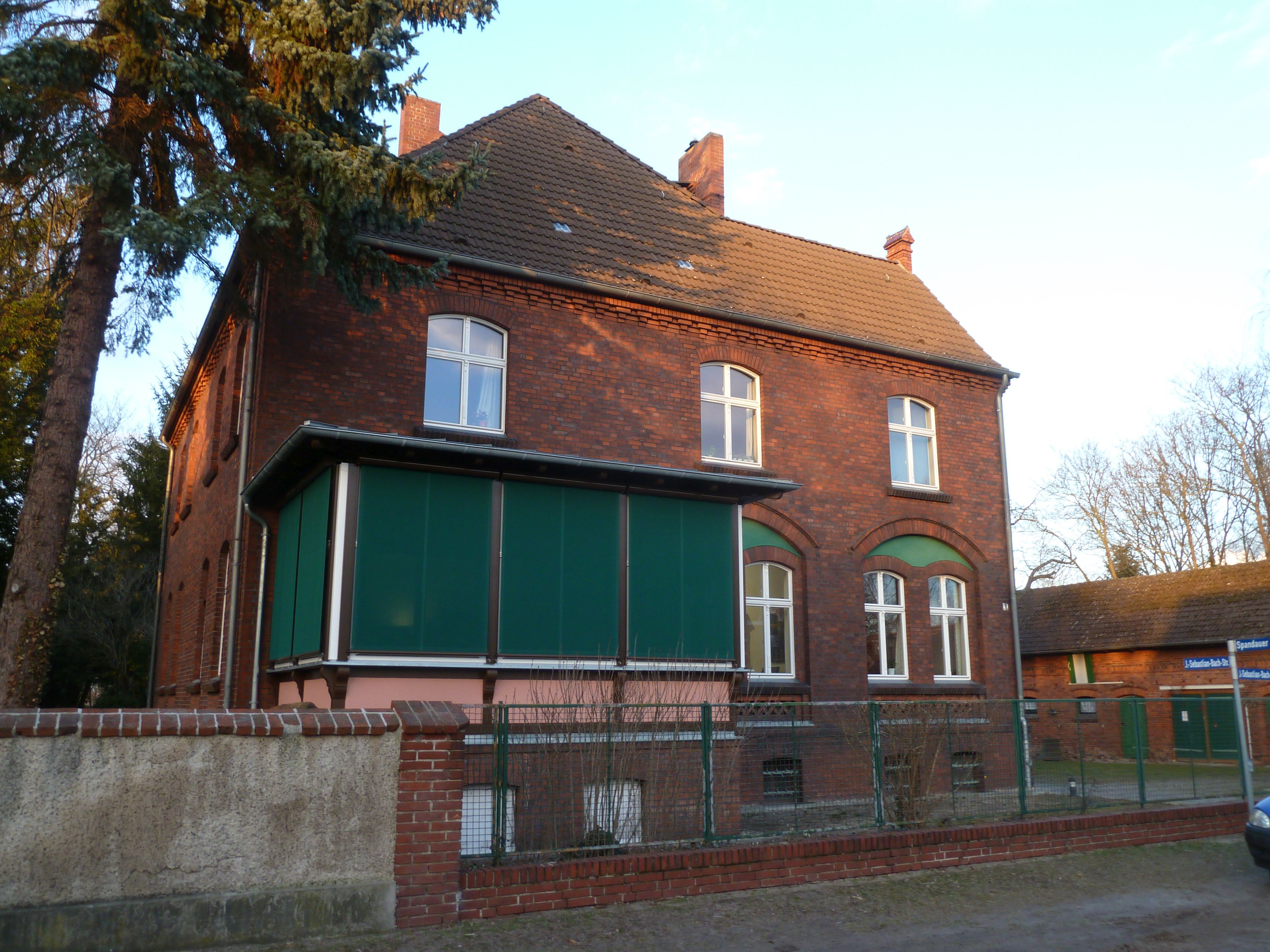
Pfarrhaus (links) mit Stallungen (rechts)

Das Pfarrgehöft im brandenburgischen Dallgow-Döberitz ist ein Baudenkmal in der Johann-Sebastian-Bach-Straße 6, das unmittelbar an die ebenfalls denkmalgeschützte Dorfkirche Dallgow angrenzt. Es besteht aus dem Pfarrhaus und einem Stallgebäude.

## Pfarrhaus
Das Denkmalamt datiert das Pfarrhaus auf das Jahr 1898, wie es der Inschrift am Gebäude entnimmt. Die zwei Geschosse sind in Ziegelbauweise errichtet und durch ein Walmdach abgeschlossen, der erste Stock dient hierbei als Dienstwohnung des Pfarrers. Im Erdgeschoss befinden sich Räume für die Gemeindearbeit, im Keller solche für Jugendarbeit. Von 1993 bis 1996 befand sich hier der Verwaltungssitz des Kirchenkreises Falkensee. Ende der 1920er oder Anfang der 1930er Jahre wurde das Pfarrhaus umgebaut. 2010 fanden eine Sanierung und ein Umbau des Inneren statt. Dabei wurden die Räume für die Gemeindearbeit geschaffen, die unter anderem für den Konfirmandenunterricht genutzt werden. Ende 2012 wurde eine marode Außentreppe durch eine Stahlkonstruktion und Granitstufen ersetzt.

## Stallgebäude
Das Stallgebäude ist anderthalbgeschossig und mit Ziegeln und einem Satteldach errichtet. Der Inschrift zufolge stammt es ebenfalls aus dem Jahr 1898.